# Nathan Coenen
Nathan Coenen  (* 10. September 1992 in Adelaide, South Australia) ist ein australischer Schauspieler.

## Leben
Nathan Coenen erhielt seine schauspielerische Ausbildung am John Curtin College of the Arts in Fremantle. Seine erste Filmrolle hatte er 2004 in dem Kurzfilm Little Man von Julius Avery. Er wurde bekannt durch die Rolle des Simon Webster in der Jugendserie Der Sleepover Club, die auch in Deutschland ausgestrahlt wurde. Er trat von 2006 bis 2007 in 24 Episoden der Serie auf. Die Hauptrolle des Brett spielte er 2009 in der Komödie Bitter Art. Eine weitere Hauptrolle hatte er in dem Horror-Kurzfilm Tinglewood von Alexander von Hofmann. Für diese Rolle wurde er 2010 für den Young Artist Award in der Kategorie Bester Schauspieler in einem Kurzfilm nominiert.

## Filmografie (Auswahl)
- 2004: Little Man (Kurzfilm)
- 2006–2007: Der Sleepover Club (The Sleepover Club) (Fernsehserie, 24 Episoden)
- 2007: Clouds (Kurzfilm)
- 2008: Mockingbird (Kurzfilm)
- 2009: Bitter Art (Kurzfilm)
- 2009: Tinglewood (Kurzfilm)
- 2010: Happy Haven (Kurzfilm)
- 2010: Wasted on the Young

## Auszeichnungen und Nominierungen
- 2009: West Australian Screen Award als Bester Schauspieler in Tinglewood
- 2010: Nominierung für den Young Artist Award als Bester Schauspieler in einem Kurzfilm in Tinglewood[1]